# Estret del Príncep Guillem
L'estret del Príncep Guillem (en anglès Prince William Sound) és un estret que es troba al golf d'Alaska, als Estats Units. Es troba a la part est de la península de Kenai. El seu port més gran és Valdez. Altres assentaments de l'estret són Cordova i Whittier, a més dels pobles dels aborígens de Chenega i Tatitlek.
L'estret va ser batejat el 1778 per George Vancouver en honor del príncep Guillem Enric, un fill del rei Jordi III del Regne Unit. El 1830 aquest príncep va esdevenir el rei Guillem IV (King William IV).
La major part de les terres que envolten l'estret forma part del Bosc Nacional Chugach (Chugach National Forest). A la costa hi ha moltes illes i fiords, alguns dels quals contenen glaceres de marea (tidewater glaciers). Les principals illes que formen l'estret són les de Montague, Hinchinbrook i Hawkins.
James Cook entrà a l'estret el 1778 i el va anomenar estret de Sandwich, pel seu patró el comte de Sandwich. Els editors dels mapes de Cook canviaren el nom pel del Príncep Guillem.
El 1964 un tsunami provocat per un potent terratrèmol hi matà moltes persones i destruí la població de Valdez.
El 1989, el petrolier Exxon Valdez, en xocar amb un escull prop de Valdez, causà un gran vessament i un desastre que va matar 250.000 ocells marins, prop de 3.300 pinnnípedes, 250 àguiles calbes i 22 orques.
El 2020 la regressió de la glacera del Barry Arm (un dels fiords que desemboquen al Prince William Sound) va deixar desprotegit els vessants de la vall. Un vessant inestable va començar a lliscar, amb el risc que el moviment esdevingués una esllavissada que provoques un tsunami que afectaria sobretot la població de Whittier.